# 正式名
正式名（せいしきめい、英: valid name）は、国際藻類・菌類・植物命名規約（2018年、深圳）において、正式に発表された学名を指す。命名規約中では、「学名 name」はそもそも（合法 (legitimate) であるか非合法 (illegitimate) であるかに関わらず）、正式発表されている名前を指す。
「正式発表された validly published」は規約中で定義された用語で、第6.2条に基づき、「有効に発表され、かつ関連する規定の第32–45条、F.4条、F.5.1条、F.5.2条、H.9条に従っていること」を指す。
そして学名を正式に発表することは「正式名とする validate」と表現され、学名を正式発表させた記載文または判別文、または図解の文脈で用いられる。第38条実例21、第43.3条、および第46条実例7などで使われている。なお、こちらは規約中に定義された用語ではないが、日本語版の用語集に示されている。
それに対し、学名に似て非なる名前を指す用語は「名称 designation」と呼ばれ、正式に発表されていないために規約の下で学名と認められない名前か、学名と見なせない名前を指す。

## 国際動物命名規約との関係
国際動物命名規約 第4版（2000年）では、valid name は「有効名」と訳され、ある分類学的タクソンに対する唯一の正しい学名を指す。国際動物命名規約では「名称 name」に「学名 scientific name」と「通俗名 vernacular name」が含まれ、学名のうち「適格名 available name」の中に「潜在的有効名 potentially valid name」と「客観的無効名 objective invalid name」、潜在的有効名の中に「主観的無効名 subjective invalid name」と有効名が含まれる。